# Schloss Hohenberg (Regnitzlosau)

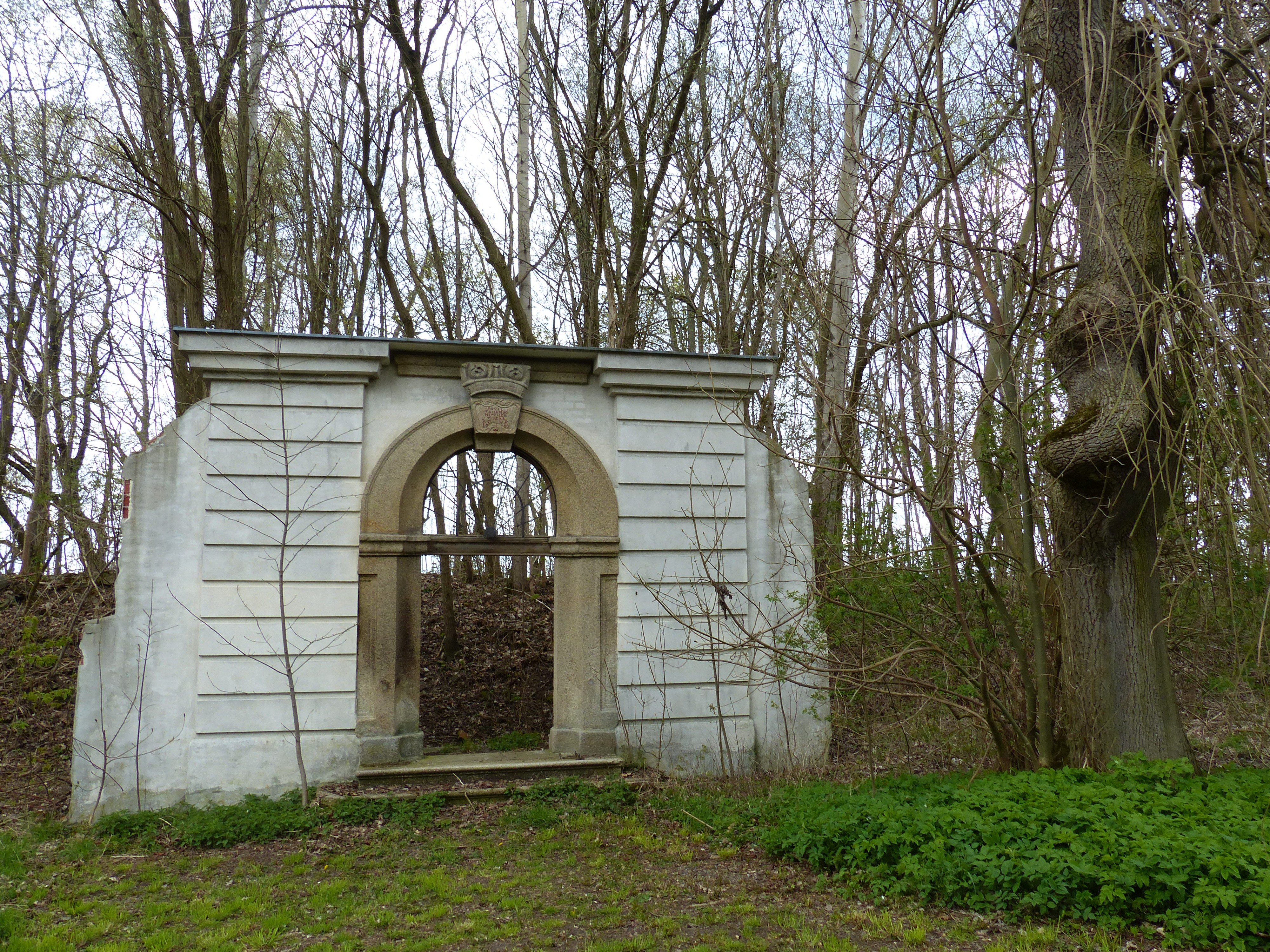
Eingangsportal

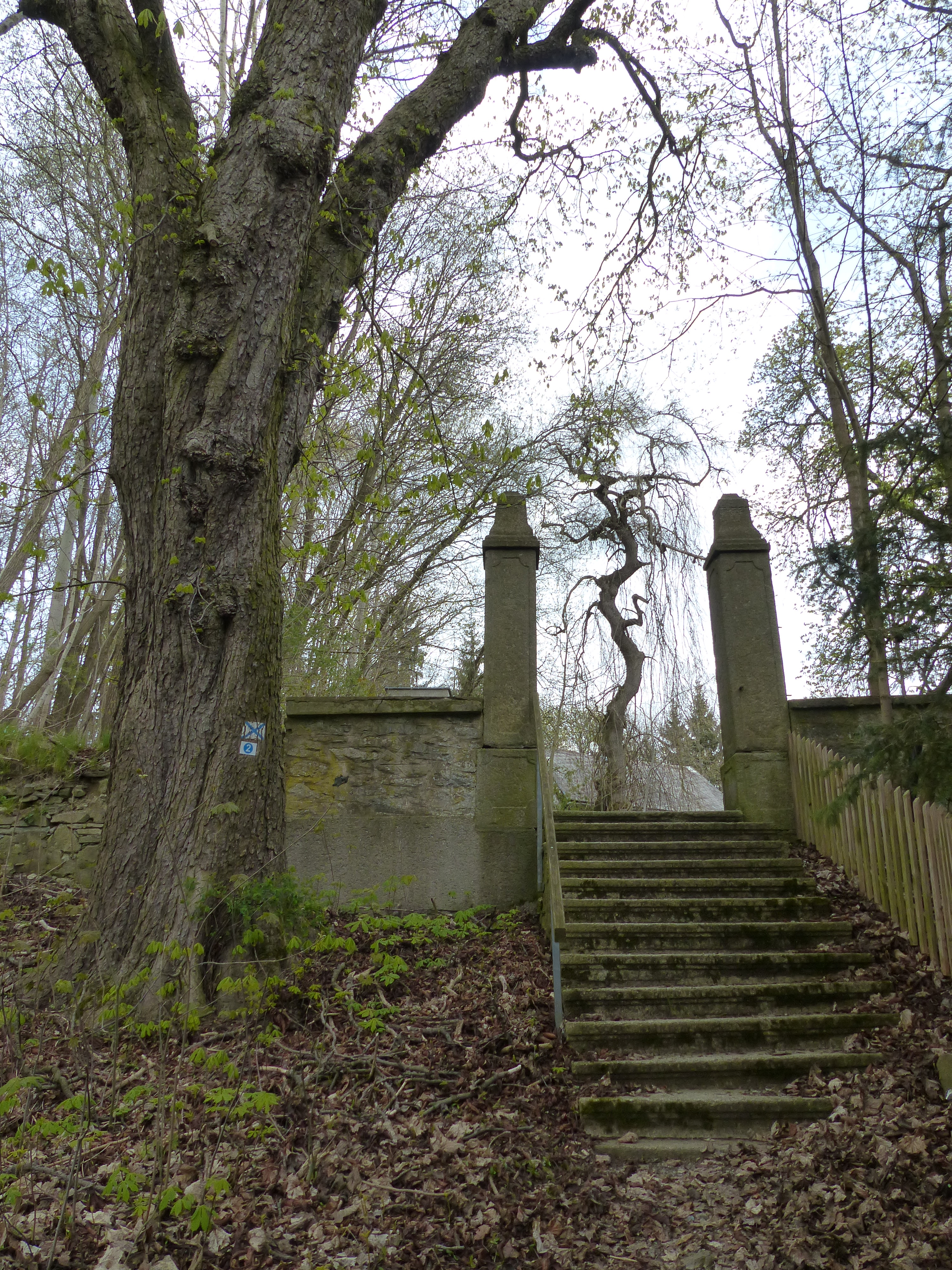
Eingang zum Schlosspark

Das Schloss Hohenberg ist ein als Ruine erhaltenes Schloss in Hohenberg, Gemeindeteil von Regnitzlosau im Landkreis Hof.

## Geschichte
Das Rittergut Hohenberg war ursprünglich im Besitz der Vögte von Weida und Plauen. Von Kursachsen gelangte es 1524 an das Markgraftum Brandenburg-Kulmbach. Als Teil der landsässigen Vogtländischen Ritterschaft verfügte es über die Hochgerichtsbarkeit und Landsässerei. Als Besitzer wurde bereits 1340 die Familie von Reitzenstein (Linie Schönberg) genannt, die es mit mehreren Unterbrechungen zuletzt von 1846 bis zum Brand von 1958 behielt. Andere Besitzer waren im 15. und 16. Jahrhundert die von Feilitzsch, um 1600 die Familie von Minckwitz und Anfang des 18. Jahrhunderts der Hofrat Joachim Ernst von Beust. Letzte Besitzer waren die von Staff genannt von Reitzenstein.
1747 ging das Rittergut Hohenberg durch Kauf an Johann Christoph v. Reitzenstein (Linie Schönberg) 1698–1766, Ober-Hofmarschall und Generalleutnant von Dänemark. Nach dem Tod seines Vaters Georg Friedrich v. Reitzenstein (Linie Schönberg) erbaute er von 1750 bis 1752 ein prachtvolles Schloss und ließ es ebenso ausstatten.
Seit 1948 diente das Schloß als Kreisaltersheim. Nach einem Dachstuhlbrand von 1958 brannte das Schlossgebäude komplett aus und wurde 1976 bis auf das Eingangsportal abgetragen.
Erhalten geblieben ist auch der Eingang zum Schlossgarten. Mauerreste und die Ausmaße der Anlage sind außerdem noch gut erkennbar.
Die heutige Schlossruine steht unter Denkmalschutz.
Der Name Hohenberg steht im Kontrast zum gegenüberliegenden Schloss Niedernberg.